# Mesene paraena
Mesene paraena is een vlindersoort uit de familie van de prachtvlinders (Riodinidae), onderfamilie Riodininae.
Mesene paraena werd in 1868 beschreven door H. Bates.